# Roman Łoboda
Roman Łoboda (ur. 12 lutego 1919 we Lwowie, zm. 25 sierpnia 1972 w Warszawie) – poeta prozaik, publicysta, krytyk literacki i działacz kulturalny.

## Życiorys
Był absolwentem stomatologii na Akademii Medycznej w Łodzi oraz studiował w Konserwatorium Lwowskim. Debiut literacki zaliczył w 1955 roku jako poeta prozaik. Był organizatorem łódzkich Ogólnopolskich Festiwali Poezji. Pracował jako dziennikarz, publicysta i krytyk literacki, publikując na łamach „Dziennika Łódzkiego”. Kierował eksperymentalnym teatrem radiowym „Scena Propozycji”.
By członkiem Związku Literatów Polskich.

### Śmierć
25 sierpnia 1972 uległ wypadkowi w miejscowości Kąty koło Sochaczewa. Jadąc Trabantem, zderzył się z autobusem marki Jelcz. Na miejscu zginęła żona Łobody, on zaś zmarł podczas pobytu w szpitalu w Warszawie. Został pochowany na cmentarzu komunalnym Doły (Kwatera: XX, Rząd: 32, Grób: 2).

## Twórczość
- „Szósty Smak” (Łódź 1959)[7],
- „Korzenie obok rzeki” (Łódź 1963)[8],
- „Wspomnienie drzewa” (Łódź 1963)[9],
- „Podwójny rozdział” (Łódź 1964)[10],
- „Skoki” (Łódź 1967),
- „Okrągły sen” (Łódź 1967)[11],
- „Rzeźbienie horyzontu” (1972)[12].

## Odznaczenia
- Złoty Krzyż Zasługi,
- Honorowa Odznaka Miasta Łodzi,
- Odznaka „Zasłużony Działacz Kultury”[2].